# Ignacio IV Hazim
El Patriarca Ignacio IV Hazim de Antioquía y de todo el Oriente (en árabe: إغناطبوس الرابع هزيم، بطريرك أنطاكيا وسائر المشرق‎) (Mhardeh, 4 de abril de 1920 -Beirut, 5 de diciembre de 2012) fue el Patriarca de la Iglesia Ortodoxa Griega de Antioquía de 1979 a 2012.

## Vida
Ignacio nació como Habib Hazim el 4 de abril de 1920, en el pueblo de Mhardeh cerca de Hama en Siria. Fue hijo de una piadosa familia cristiana greco-ortodoxa siria árabe y desde temprana edad estuvo atraído por el servicio en la Iglesia. Mientras estudiaba en Beirut (Líbano) para un título de literatura, entró al servicio de la diócesis antioquena ortodoxa local, primero como acólito, luego como subdiácono y después como diácono. Durante sus estudios en la Universidad Americana de Beirut, el joven Habib estuvo influenciado por su excepcional profesor de filosofía Charles Malik. Malik influyó poderosamente en sus estudiantes en materia de filosofía y espiritualidad, y varios de ellos (compañeros de clase de Hazim) fueron ordenados como ministros y hermanos en varias órdenes eclesiásticas bajo la influencia de Malik. En 1945 fue a París donde se graduó del Instituto Teológico Ortodoxo San Sergio. Desde este tiempo en Francia y en adelante se mostró interesado no solo por un deseo de profundizar en el depósito de la fe greco-ortodoxa, sino también por sacar a la Ortodoxia de su gueto histórico descubriendo en su Santa Tradición las respuestas vivas a los problemas de la vida moderna. A su regreso al Mediterráneo Oriental, fundó la Universidad de Balamand en el Líbano donde sirvió por muchos años como decano. Como decano, buscó proveer al Patriarcado con líderes responsables que hubieran recibido una buena formación espiritual e intelectual y que fueran testigos de una fe personal despierta y profunda.
Aunque su lengua nativa era el árabe, hablaba con fluidez inglés y francés. Fue uno de los fundadores del Movimiento de la Juventud Ortodoxa del Líbano y Siria en 1942, a través del cual ayudó a organizar y liderar una renovación de la vida de la Iglesia en el Patriarcado de Antioquía. El movimiento trabajó en el corazón de la Iglesia, ayudando a los creyentes ordinarios a redescubrir el significado personal y comunitario de la Eucaristía a través de la práctica de la comunión frecuente, que se había vuelto extremadamente extraña. Continuando con ello, en 1953 ayudó a fundar Syndesmos, la alianza mundial de la Juventud Ortodoxa y las Escuelas Teológicas.
Fue consagrado al episcopado en 1961 y elegido Metropolita de Latakia en Siria en 1970. Su estilo como metropolitano rompió con la antigua tradición de la grandeza episcopal e inauguró una auténtica práctica de comunión frecuente. El 2 de julio de 1979, bajo el nombre de Ignacio IV, fue elegido como Patriarca Ortodoxo de Antioquía, el tercer rango jerárquico de la Iglesia Ortodoxa después de los Patriarcas de Constantinopla y Alejandría.
Durante una visita oficial a la residencia del Patriarca en mayo de 2010, el presidente de la Federación Rusa Dmitri Medvédev entregó al Patriarca ortodoxo antioqueno la Orden Rusa de la Amistad.
Murió el 5 de diciembre de 2012 en el Hospital de San Jorge en Beirut (Líbano) luego de un accidente cerebrovascular. Su muerte fue anunciada y publicada exclusivamente a través de la agencia de noticias del estado de Siria SANA. El patriarca Ignacio IV de Antioquía no apoyó el levantamiento de los rebeldes sirios entre 2011 y 2012 y llamó a un diálogo político pacífico. Fue sepultado en Siria.
Con motivo de su fallecimiento, el papa Benedicto XVI escribió una Carta pontificia en la que destacaba que "a lo largo de su larga vida al servicio del Evangelio, el difunto Patriarca ha ofrecido un testimonio luminoso de fe y de caridad" y agradecía al Señor "por la contribución positiva y eficaz que el Patriarca Ignacio aportó al proceso de acercamiento entre nuestras dos Iglesias".